# Вардзелашвили, Бесарион
Бесарион (Бесик) Вардзелашвили (род. 27 октября 1976, Тбилиси) — грузинский боксёр, представитель лёгкой и первой полусредней весовых категорий. Выступал за сборную Грузии по боксу в середине 1990-х годов, победитель и призёр турниров международного значения, участник летних Олимпийских игр в Атланте.

## Биография
Бесарион Вардзелашвили родился 27 октября 1976 года в городе Тбилиси Грузинской ССР.
Первого серьёзного успеха на международной арене добился в сезоне 1993 года, когда вошёл в состав грузинской национальной сборной и побывал на чемпионате Европы среди юниоров в Салониках, откуда привёз награду серебряного достоинства, выигранную в лёгкой весовой категории — в решающем финальном поединке был остановлен россиянином Олегом Сергеевым.
В 1994 году выиграл серебряную медаль на Кубке Балатона в Шиофоке и выступил на юниорском чемпионате мира в Стамбуле, где дошёл до 1/8 финала.
Начиная с 1995 года боксировал на взрослом уровне в основном составе боксёрской команды Грузии, в частности стал серебряным призёром Кубка химии в Галле и добрался до 1/8 финала на чемпионате мира в Берлине, проиграв в зачёте первого полусреднего веса турку Нурхану Сулейманоглу.
В 1996 году отметился выступлением на чемпионате Европы в Вайле, проиграв в четвертьфинале болгарину Радославу Суслекову. Благодаря череде удачных выступлений удостоился права защищать честь страны на летних Олимпийских играх в Атланте, однако уже в стартовом поединке категории до 63,5 кг потерпел поражение от представителя Белоруссии Сергея Быковского и сразу же выбыл из борьбы за медали. Вскоре по окончании Олимпиады принял решение завершить спортивную карьеру.